# 邦瓦皮采河

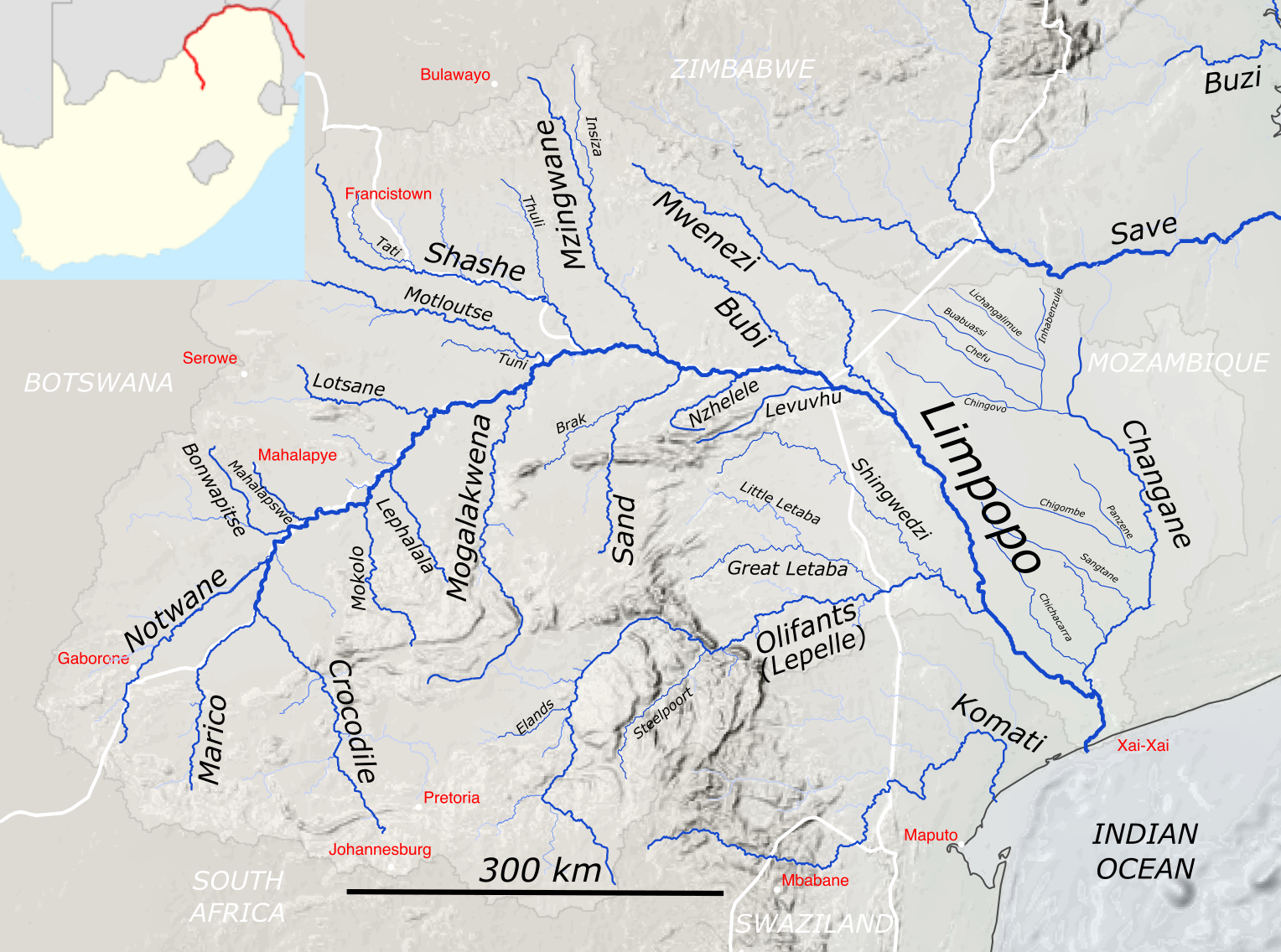

邦瓦皮采河（英語：Bonwapitse River）是博茨瓦納的河流，位於該國東部，處於中部區，距離首都哈博羅內160公里，流域面積12,030平方公里，流經稀樹草原、灌木和樹木等平坦地區，最終匯入林波波河，受半乾旱氣候影響。